# Reina Grimhilde
La Reina Grimhilde, también conocida como La Reina Malvada o simplemente La Reina, es un personaje ficticio que aparece en la primera película de animación de Walt Disney Productions, Snow White and the Seven Dwarfs (1937), así como la villana central en la franquicia de Blancanieves. Se basa en el personaje de la Reina Malvada del cuento alemán de 1812 “Blancanieves”.
En la película, al igual que en el cuento de los hermanos Grimm, se basa en la Reina Malvada. Es muy fría, sádica, cruel y extremadamente vanidosa, posee un espejo mágico y desea obsesivamente seguir siendo "la más bella del reino". Se vuelve locamente envidiosa de la belleza de su hijastra, la princesa Blancanieves, cuando ella es reconocida como la más hermosa. Esto la lleva a planear la muerte de Blancanieves y en última instancia su propia muerte, que en la película es causada indirectamente por los siete enanitos. La versión cinematográfica del personaje de la Reina utiliza sus poderes de magia negra para transformarse en una anciana en lugar de disfrazarse como en el cuento de los Grimm. La Reina muere en la película, pero sigue viva en diversas obras no canónicas de Disney y también es uno de los miembros principales utilizados en la franquicia Villanos Disney.
La versión cinematográfica de la Reina fue creada por Walt Disney y Joe Grant, animada originalmente por Art Babbitt y con la voz de Lucille La Verne. Sus rasgos faciales están inspirados en los de Joan Crawford, Greta Garbo y Marlene Dietrich. El diseño de su vestuario tomó como referencia los personajes de la reina Hash-a-Motep de La diosa de fuego y la princesa Krimilda de Los nibelungos. Desde entonces, han puesto voz a la Reina Eleanor Audley, June Foray, Janet Waldo y Susanne Blakeslee, entre otras, y la han interpretado Anne Francine (musical), Jane Curtin (especial de televisión del 50 aniversario), Olivia Wilde (Disney Dream Portraits), y Kathy Najimy (Descendants).
Esta versión del personaje de cuento de hadas ha sido muy bien recibida por la crítica cinematográfica y el público, y está considerada una de las villanas más icónicas y amenazadoras de Disney. Además de en la película, la Reina Malvada ha hecho numerosas apariciones en atracciones y producciones de Disney, incluidas no sólo las relacionadas directamente con el cuento de Blancanieves, como el espectáculo Fantasmic!, la serie de libros Kingdom Keepers y el videojuego Kingdom Hearts Birth by Sleep, apareciendo a veces en ellas junto a Maléfica de La bella durmiente. La versión cinematográfica de la Reina también se ha convertido en un arquetipo popular que ha influido en numerosos artistas y obras ajenos a Disney.

## Snow White and the Seven Dwarfs

### Historia
En “otro reino, muy lejano”, “hace muchos, muchos años”, en “la época de los cuentos de hadas sobre castillos, caballeros, bellas doncellas, romances, magia y brujas”, una misteriosa y gélidamente bella mujer con poderes mágicos (un folleto promocional de 1938 sugiere que es capaz de obrar su brujería habiéndose vendido “en cuerpo y alma a los malos espíritus” de las montañas alemanas de Harz) ha conseguido su posición real casándose con el Rey viudo, dándole el gobierno de su reino antes de morir. “A partir de ese momento, la cruel Reina Grimhilde gobernó sola, cada una de sus palabras era ley, y todos temblaban de miedo mortal ante su ira”. La vanidosa Reina poseía un espejo mágico con el que podía mirar lo que quisiera. El Espejo Mágico muestra un rostro inquietante y sombrío que responde a las peticiones de la Reina . A menudo pregunta al espejo quién es la más bella del reino (“Espejo Mágico en la pared, ¿quién es la más bella de todas?”, que a menudo se traduce erróneamente como “Espejito, espejito en la pared, ¿quién es la más bella de todas?”) y el espejo siempre responde que ella lo es. La Reina sólo tiene poder mágico sobre su propio dominio, que es el castillo.
Un día, sin embargo, el espejo le dice que hay una mujer más bella: su hijastra, la princesa Blancanieves. Se vuelve obsesivamente celosa de la incipiente belleza de la princesa, por lo que la convierte en criada de su propia casa. Tras observar al apuesto joven Príncipe sin nombre de otro reino cantando una canción de amor a Blancanieves, la orgullosa Reina cae en un ataque de celos. Ordena a su fiel cazador, Humbert, que se lleve a la princesa al bosque y la mate. También le ordena que traiga su corazón en una caja para demostrar que lo ha hecho. Pero Humbert no puede soportar matar a la joven princesa al darse cuenta de que es inofensiva, así que le cuenta a Blancanieves el complot de la Reina y le dice que huya y no vuelva jamás. Para librarse del castigo, regresa con un corazón de jabalí y se lo entrega a la Reina . Cuando ésta interroga a su espejo, éste le responde de nuevo que Blancanieves es la más bella del país y que vive en la remota cabaña de los siete enanitos, revelándole que la caja contiene el corazón de un jabalí. Los enanitos también están asustados por la magia negra de la Reina y temen que los mate a todos, pero deciden acoger a Blancanieves de todos modos.
Furiosa porque Humbert la ha engañado, la Reina decide que primero Blancanieves debe morir por su propia mano y a cualquier precio. Baja a la mazmorra a su habitación secreta, donde practica su magia negra, con un cuervo como mascota que “conoce todos sus secretos” y, desesperada, utiliza su libro de hechizos titulado Disfraces y un caldero para preparar una poción que la transforma en una bruja con la receta denominada Disfraz de pordiosera. Entre los ingredientes de la poción está el polvo de momia para envejecerla, el negro de la noche para cubrir sus ropas, la risa una vieja de bruja para envejecer su voz, el grito de terror para encanecer su pelo, una ráfaga de viento para avivar su odio y un rayo para mezclarlo todo. Al ingerir la poción, su belleza queda envuelta en la fealdad y la vejez, aunque presumiblemente es reversible. A continuación, conjura una manzana envenenada, que le causará la muerte dormida, y procede a abandonar el castillo a través de una barca en el foso. Está segura de que nadie sabrá o hará el conjuro contra su maldición y cree que los enanos enterrarán viva a su rival, dándola por muerta. La Reina llega a la cabaña seguida por dos buitres hambrientos y encuentra a Blancanieves horneando una tarta para el enano Gruñón mientras se hace pasar por una pordiosera. Los amigos animales del bosque de Blancanieves sienten que hay algo raro en esta extraña anciana y en los buitres. Tras un intento fallido de advertir a Blancanieves atacando a la Reina, se apresuran a avisar a los enanos de la llegada de la Reina quien, estando sola, consigue engañar a la princesa para que la deje entrar en la cabaña y coma la manzana envenenada, diciéndole que es mágica y le concederá deseos. Blancanieves da un mordisco y se queda profundamente dormida.
La Reina se regocija en su victoria, pero pronto es descubierta por los furiosos siete enanos e intenta escapar. Los enanos, que ya no le temen, la persiguen con picos y se adentran en el bosque, donde se desata una gran tormenta. La Reina sube a las montañas, donde queda atrapada en un precipicio que da a un cañón aparentemente sin fondo. Intenta derribar una gran roca para aplastar a los enanos que se acercan dispuestos a vengarse. Justo antes de que pueda hacerlo, un rayo cae entre ella y la roca, destruyendo el precipicio y lanzando a la Reina (junto con la roca) por el acantilado hacia su muerte, gritando mientras cae a las rocas dentadas de abajo (este grito se reutilizó más tarde en La bella durmiente cuando Maléfica es apuñalada en el corazón por la Espada de la Verdad, y de nuevo en The Fox and the Hound cuando Jefe es atropellado por un tren).
Mientras los enanos miran con los ojos muy abiertos al borde del acantilado, no pueden verla, pero los buitres descienden por el abismo hacia la comida que han estado esperando. El oscuro reinado de la Reina ha terminado, su castillo es entonces tomado por la resucitada Blancanieves y el Príncipe que rompió el hechizo. Una novela de la revista Good Housekeeping de 1936, escrita por Dorothy Ann Blank, miembro del equipo de la película, afirma que la Reina muere: “Muy abajo, en un abismo tan oscuro como su propia alma perversa, yacía el cuerpo de la odiosa Reina. Ninguna magia podría devolverla a la vida”.

### Concepción, diseño y representación
Walt Disney transformó a la Reina, que en el cuento de los hermanos Grimm era la madre biológica de Blancanieves, en su madrastra. Los primeros conceptos para la película abogaban por una Reina “gorda, chiflada, del tipo de los dibujos animados, satisfecha de sí misma”. Sin embargo, a Disney le preocupaba que ese enfoque restara verosimilitud al personaje. Intuyendo que se necesitaba más tiempo para el desarrollo de la Reina, aconsejó que se prestara atención exclusivamente a “escenas en las que sólo aparezcan Blancanieves, los enanitos y sus amigos pájaros y animales”. Disney siguió desarrollando él mismo la trama principal (Ollie Johnston dijo que la historia de la película se basaba en la idea de que el personaje de la Reina iba a asesinar a otro dibujo y Disney decidió hacerlo parecer creíble), encontró un dilema en la caracterización de la Reina, a la que imaginó como una mezcla de Lady Macbeth y el lobo feroz y decidió apostar por “un tipo de cuello alto y belleza señorial” cuya “belleza es siniestra, madura, con muchas curvas: se vuelve fea y amenazadora cuando conspira”. Según una descripción de su ficha en el set de Villanos Disney, “la fealdad de la Bruja simboliza la maldad disfrazada por la belleza de la Reina”.
La Reina tenía el aspecto tanto de una mujer fatal de los años treinta como de una villana mágica medieval. Su aspecto se inspiró en el personaje de la Reina Ayesha (la que debe ser obedecida), una diosa de hielo sin edad de la película de 1935 La diosa de fuego, interpretada por Helen Gahagan. La Reina, que en un principio iba a llamarse Grimhilde (pero que en realidad nunca se nombra en la película), también se inspiró en parte en la princesa Krimilda de la película Los nibelungos de 1924. Su rostro puede haberse inspirado en el de Joan Crawford y otras actrices estadounidenses contemporáneas, como Gale Sondergaard. También se observó su parecido con dos estrellas europeas de Hollywood, Greta Garbo y Marlene Dietrich. Su traje y su figura pueden haberse inspirado en una estatua de la catedral de Naumburg que representa a Uta de Ballenstedt, la esposa de Ecardo II, margrave de Meissen, considerada la mujer más bella de la Alemania medieval. Tanto la Reina como Blancanieves fueron perfeccionadas por Grim Natwick y Norm Ferguson, que a menudo anulaban las instrucciones de Walt Disney. Como en el caso de otros personajes de la película, la apariencia de la Reina tuvo que ser aprobada por Albert Hurter antes de ser finalizada. Una versión preliminar de la Reina la hacía llevar una capucha más suelta, una corona diferente y el borde de su capa estaba ribeteado en piel, como puede verse en las fotos de Gustaf Tenggren.
A diferencia de la mayor parte de la animación de personajes humanos de Disney en este periodo, ninguno de los trabajos de animación de Art Babbitt sobre el personaje fue realizado con rotoscopia. Se observó que los animadores preferían dibujar a la Reina antes que a Blancanieves “porque era más real y compleja como mujer, más erótica y empujada a actos desesperados por su Espejo Mágico”. Sin embargo, el personaje resultó ser especialmente problemático para los animadores, ya que tenía que ser “de belleza regia, con movimientos contendidos pero elegantes” y “los trazos de su hermosa boca cruel y sus ojos representan por sí solos dibujos suficientes para llenar una casa de papel”. La secuencia de su transformación en particular fue la más difícil de visualizar de la película utilizando efectos trucados, especialmente porque Disney insistió en mostrar cómo se sentía la Reina mientras cambiaba.

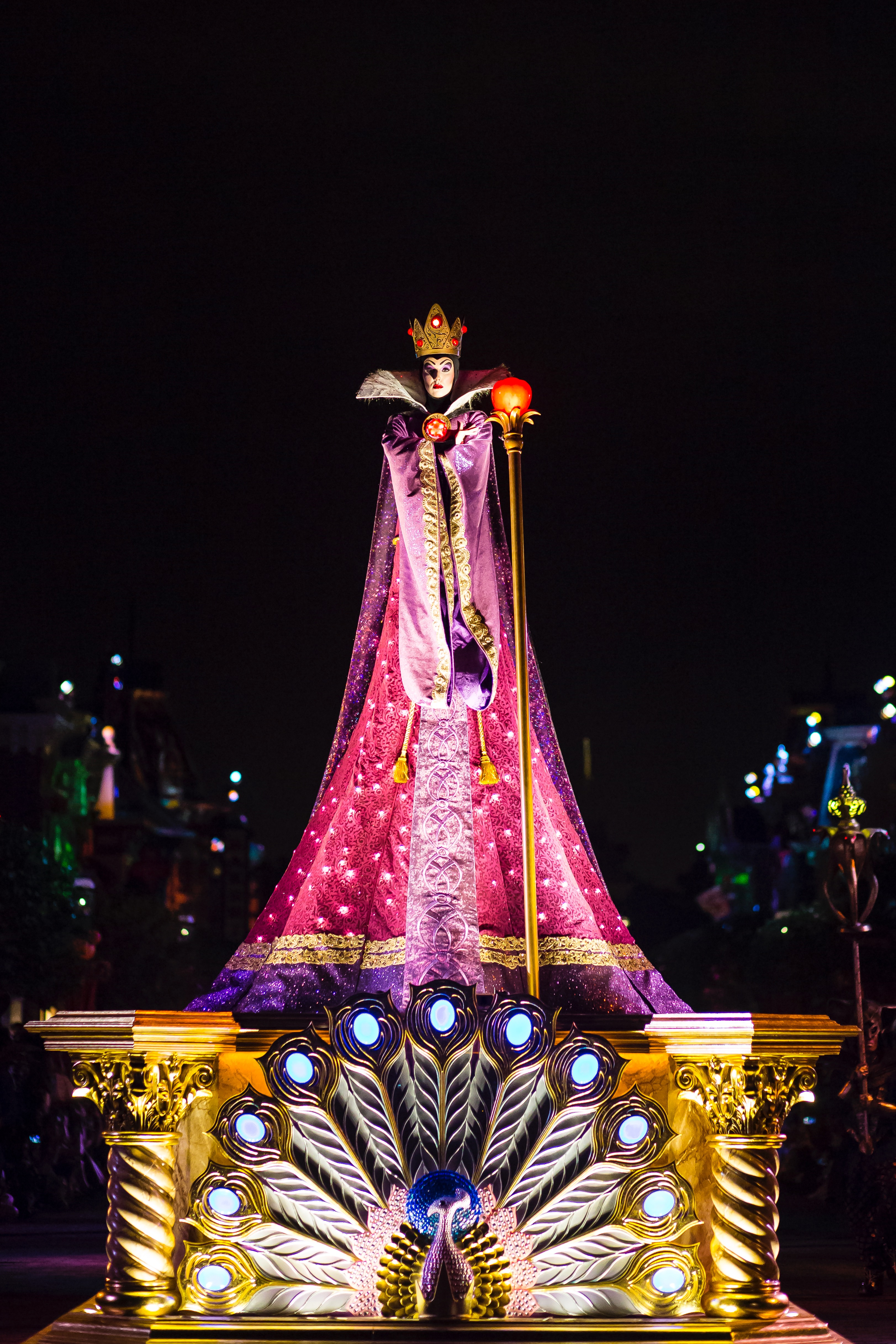
La Reina Malvada durante el desfile Villains Night Out! (¡Noche de villanos!) de Hong Kong Disneyland, estrenado en 2016, con el pavo real como motivo destacado.

Su castillo, que originalmente era diferente y menos grandioso en un arte conceptual de Cornett Wood, podría haberse inspirado en el Alcázar de Segovia de España. Walt Disney quería que el castillo de la Reina sirviera “como símbolo de control doméstico y poder imperial” y el trono que utiliza tiene un motivo de pavo real para simbolizar su extrema vanidad. La Reina viste principalmente de negro y otros colores oscuros negativos, en contraste con el colorido vestuario de Blancanieves y lleva pelo negro y brillante bajo la capucha. Su traje real se pintó con pinturas especialmente desarrolladas para que parecieran de satén en el cuello y de terciopelo en la túnica. Las pistas musicales de la Reina se crearon con notas bajas de cello, bajos y fagotes; los garabatos de su libro de hechizos estaban escritos en italiano. La misteriosa entidad de su espejo se describió como su demonio familiar en un libro de prensa, pero esto nunca se explicitó en la película ni en ninguna de sus adaptaciones.
La Reina es el primer personaje que habla en una película de animación. Lucille La Verne puso voz a la Reina y a su forma de vieja bruja, esta última quitándose los dientes postizos. Joe Grant, que contribuyó al diseño de su forma de bruja, se fijó en los cambios de actitud y postura de La Verne al poner voz a la Reina y a la Bruja, y dibujó estas poses y su lenguaje corporal como referencia para la animación. También dijo que basó el arte conceptual de la bruja en una mujer que vivía enfrente de su casa. Las actrices de doblaje extranjeras del personaje fueron Cristina Montt en Chile; Mirela Brekalo en Croacia; Jiřina Petrovická en Checoslovaquia; Clara Pontoppidan, Kirsten Rolffes y Lise Ringheim en Dinamarca; Rauni Luoma y Seela Sella en Finlandia; Adrienne D'Ambricourt y Claude Gensac en Francia; Dora Gerson y Dagny Servaes en Alemania (Gerson también en los Países Bajos); Ilus Vay en Hungría; Steinunn Ólína Þorsteinsdóttir en Islandia; Abha Parmar en la India; Tina Lattanzi, Dina Romano, Benita Martini y Wanda Tettoni en Italia; Tanie Kitabayashi en Japón; Blanca de Castejón y Cristina Montt en México; Astrid Folstad y Bab Christensen en Noruega; Danuta Stenka en Polonia; Svetlana Smirnova y Zinaida Sharko en Rusia; y Helena Brodin, Hjördis Petterson y Lil Terselius en Suecia.
La Reina fue el primer personaje que muere en una película de Disney.Como parte de la eliminación de los aspectos más truculentos de la historia original, y para hacer que Blancanieves parezca más una buena chica, la Reina Malvada ya no es caníbal y su destrucción se hizo “igual de segura pero más misericordiosa” que en la historia original, donde se ve obligada a bailar hasta su muerte con zapatos de hierro al rojo vivo en los pies como invitada a la boda de Blancanieves. Se elimina el papel de Blancanieves en la muerte de la Reina, que “muere de forma más limpia y rápida”, ya que se hace justicia sin recurrir a la muerte o la tortura. Además, al empujar la roca, provoca su propia caída, y su destino sólo se sugiere en lugar de mostrarse. Uno de los animadores de la Bruja fue Ward Kimball, a quien Walt Disney sugirió que dibujara los dos buitres que la observan caer “para hacérselo un poco más fácil”, ya que Kimball había sido reasignado después de que su propia secuencia fuera eliminada de la película, puesto que Disney pensaba que estas escenas adicionales de gags de enanos distraerían del verdadero drama de la tensión entre Blancanieves y su malvada madrastra, que se suponía que debía conducir la película.
El libro de prensa de la película, de 1936, describe la forma de su muerte como inspirada en lo que la compañía afirmaba fantasiosamente que era la invocación de la Reina cuando había vendido su alma a los espíritus malignos a cambio de sus oscuros poderes, supuestamente presente en el famoso folklore de los campesinos alemanes de los que los Grimm obtuvieron su historia (en lo que el libro afirma que es una traducción al inglés: “Que los buitres, lobos y osos / Se alimenten de mi cuerpo y lo desgarren / Se burlen de mi agonía y mis gemidos / Arranquen la roja carne de mis huesos / Donde ondean las oscuras ramas de los pinos / ¡Sea este páramo mi tumba!”). Toda la escena podría haberse inspirado también en el linchamiento final de la película Frankenstein de 1931.

#### Nombre
En los medios de Disney, el personaje es comúnmente conocido como "La Reina Malvada" o "La Malvada Reina" (Evil Queen), o simplemente "La Reina". Su nombre de pila, "la Reina Grimhilde", fue inicialmente usado en cómics y algunos libros, pero con el tiempo terminó siendo poco utilizado, siendo mencionado solamente en unos pocos medios.
En su forma transformada de bruja, es conocida como "La Bruja" (The Witch o también Old Hag), "La Bruja Malvada" (The Wicked Witch), "La Anciana" (Old Woman), o "Vieja Pordiosera" (Old Peddler Woman).

### Conceptos abandonados
El plan original de la historia incluía otro intento de la Reina de matar a Blancanieves, utilizando un peine envenenado, un elemento tomado de la versión del cuento de los Grimm (los Enanitos llegarían a tiempo para retirarlo). Originalmente, la Reina iba a tener siete panteras negras vigilando la entrada a su habitación secreta con el Espejo; se puede ver un arte conceptual de la Reina paseando a una pantera en el Walt Disney Family Museum (Museo de la Familia Walt Disney) y en el parque Disney California Adventure. Los libros relacionados Snow White: Magic Mirror Book y The Complete Story of Walt Disney's Snow White and the Seven Dwarfs revelan que el cazador tenía miedo de desobedecer la orden de matar a Blancanieves porque la Reina podría alimentar a sus panteras con él o reducirlo mágicamente al tamaño de una nuez. En una de las novelas de 1937, la Reina jura que el cazador pagará caro por permitir que su hijastra escape, pero antes se encargará ella misma de Blancanieves. En otra versión, el cazador también será arrastrado a las mazmorras cuando la Reina descubra que la ha traicionado y la Reina podría romper su propio espejo por la ira.
La envidiosa Reina también decidiría apoderarse del joven y atractivo pretendiente de Blancanieves, el Príncipe de 18 años (descrito en un dosier de prensa como “el hombre de los sueños de toda mujer”), ofreciéndole la oportunidad de compartir el trono con ella en matrimonio. Al negarse el Príncipe a casarse con ella, la Reina haría que sus guardias lo capturaran y lo llevaran a sus mazmorras para colgarlo encadenado en una cámara de tortura. Más tarde lo visitaría allí y utilizaría su brujería para burlarse de él haciendo que los esqueletos de la mazmorra (también encadenados a las paredes) cobraran vida y los hiciera bailar, identificando a un esqueleto como el Príncipe Oswald (el nombre era un chiste interno en referencia a Oswald el conejo afortunado), sólo para que el Príncipe volviera a desafiarla. A continuación, lo entrega a los verdugos, descritos como los nubios, y “sale con una risa inmunda”. Según las notas de la reunión de producción de octubre de 1934, “la Reina quiere casarse con el Príncipe, pero él se niega a reconocer que ‘es la más bella del país’, ya que ha visto a Blancanieves”.
Una nota de la historia dice sobre su encuentro en la mazmorra: “Es una secuencia de comedia espantosa de esqueletos danzantes, sombras fantásticas, brujería y maldición”. Más tarde, después de transformarse, decide castigar al Príncipe por haberla despreciado. Informa al Príncipe de su plan de hacer que los enanos entierren viva a Blancanieves y luego lo abandona para que muera, aún encadenado y atrapado en una cámara subterránea llena de agua ahogándose lentamente. A continuación, se dirige a la cabaña de los enanitos con la manzana envenenada, mientras los pájaros y los animales del bosque ayudaban al Príncipe a escapar de los esbirros de la Reina y a encontrar su caballo mientras corren para intentar salvar a Blancanieves.
El argumento del Príncipe en la mazmorra descrito anteriormente no se utilizó en la película final, aunque se llevó a la fase de dibujo y cel y Ferdinand Hovarth dibujó varios bocetos inspiradores de las escenas de la mazmorra. Se dice que Disney “sabía que la Reina tenía que dar miedo sin asustar demasiado”. Algunos esqueletos aparecen brevemente en la película terminada en las otras partes de la mazmorra, excepto en la versión original censurada para su estreno en cines en Australia. Motivos y escenas similares se utilizaron posteriormente en La bella durmiente y Aladdín. Algunos elementos de esta subtrama también han aparecido en otras ficciones y atracciones de Blancanieves de Disney.

## Otras apariciones

### Atracciones de los parques temáticos Disney
La Reina es un personaje para conocer y saludar en los Parques Disney. Es un personaje principal en las atracciones de Disneyland Snow White's Scary Adventures, inaugurada en 1955, donde se la vio más que a ningún otro personaje en las cuatro versiones de la atracción, recreando una serie de escenas de la película, a veces incluyendo la cámara de tortura de un concepto abandonado, con “unos cuantos esqueletos de sus víctimas pasadas”. En una nueva escena, se convierte en una bruja mientras está de pie frente al espejo (de espaldas a los visitantes) y entona: “Espejo Mágico en la pared, ¡con este disfraz a todos engañaré!”. En 2021, cuando la atracción se rediseñó a Snow White's Enchanted Wish, apareció con menos frecuencia para que los visitantes se centraran más en la historia de Blancanieves. También aparece en su forma de bruja en la montaña rusa Seven Dwarfs Mine Train, que se inauguró en 2014.

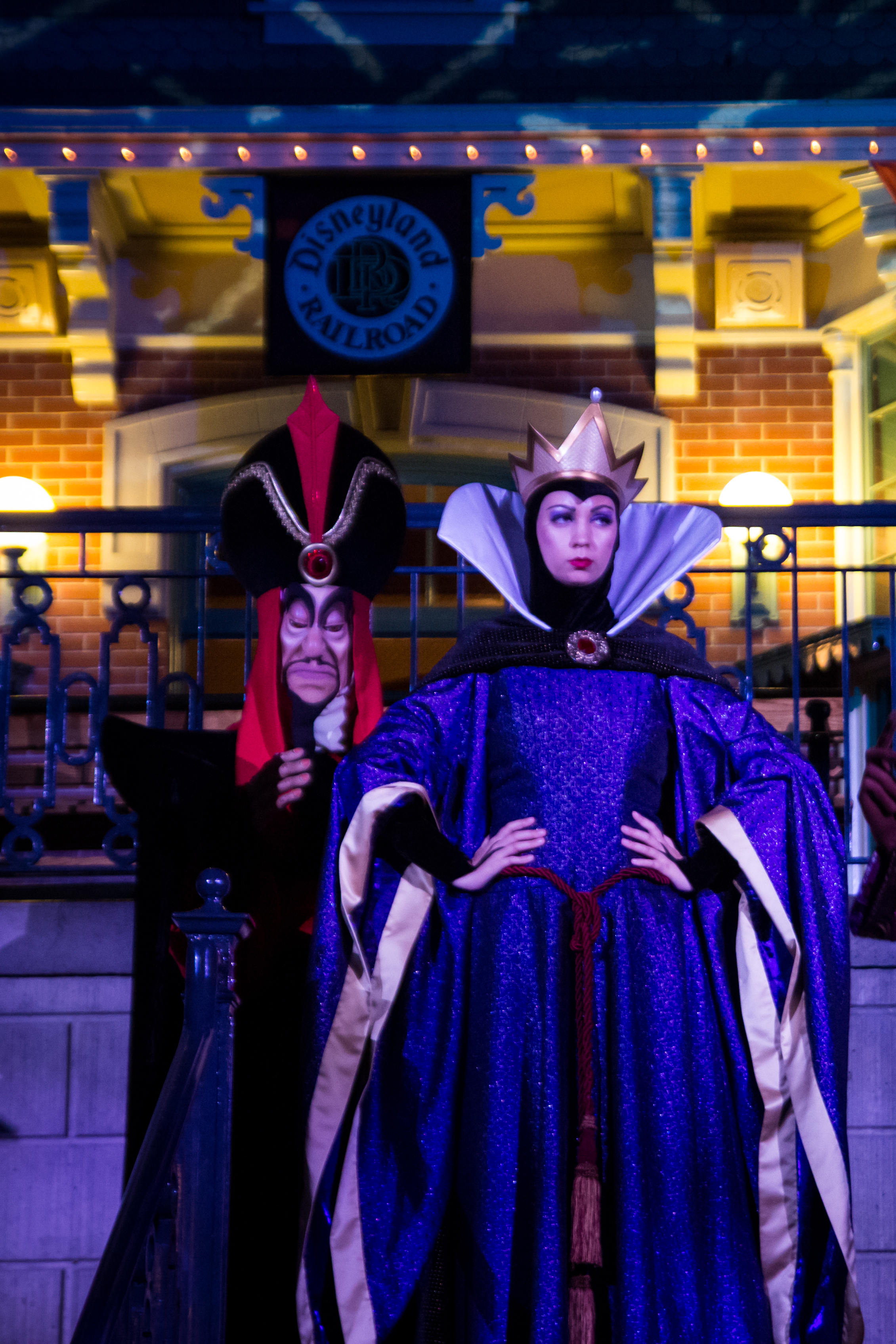
La Reina Malvada con el hechicero Jafar de Aladdín durante Mickey's Not-So-Scary Halloween Party en 2012.

En los espectáculos Disney Villains Mix and Mingle y Mickey's Boo-to-You Halloween Parade durante la fiesta Mickey's Not-So-Scary Halloween Party de Magic Kingdom, la Reina es una de las villanas lideradas por Maléfica que aparecen durante el Cinderella Castle Forecourt Stage. Susanne Blakeslee puso voz a la Reina en el desfile Share A Dream Come True Parade de 2001, donde se la podía ver transformada en bruja. La Reina Malvada es una de las villanas favoritas incluidas en la procesión especial previa al desfile It's Good to be Bad del Parque Magic Kingdom, una noche antes del desfile anual Main Street Electrical Parade. Un evento contó con un espejo interactivo gigante e incluyó a la Reina y a otras dos divas del mal, Maléfica y Cruella de Vil. También aparece de forma destacada en la fiesta Villains Unleashed, un evento con entrada independiente en Disney's Hollywood Studios que se introdujo en 2014.
En la galería interactiva Walt Disney: One Man's Dream, la Reina aparece junto a Maléfica y el Juez Frollo en el acto de villanos del espectáculo, donde parece ser la líder del trío. En el crucero Disney Fantasy, la Reina, que aparece con su cuervo, es una de las siete sospechosas (y a veces la culpable) en la historia de la galería interactiva Midship Detective Agency “The Case of The Plundered Paintings”.

### Cine y televisión
La Reina aparece en algunos especiales de televisión de Disney, como “Our Unsung Villains” (1956) y “Los villanos más grandes de Disney” (1977). También aparecen segmentos de la Reina en “A Disney Halloween” (1981) y en “Disney's Halloween Treat” (1982). Hace pequeños cameos en la serie de animación El show del ratón, con voz de Susanne Blakeslee (donde aparece sentada con Lady Tremaine en su forma de reina, y con Madam Mim y la bruja Hazel en su forma de bruja) y en las películas ¿Quién engañó a Roger Rabbit? (1988) y Mickey: fuga de cerebros (1995), donde aparece en su forma de bruja.
En el especial de televisión de acción real Disney's Golden Anniversary of Snow White (1987), la Reina es interpretada por Jane Curtin en un escenario del tipo paródico. Ella hechiza a Gruñón en un intento de que convenza a los otros Enanitos para que se retiren y destruyan la película original después de los 50 años. Tras el fracaso, su Espejo la convence para que abandone definitivamente “todo este asunto de la maldición” y se centre en su actual carrera como presentadora de televisión de terror.
La Reina (a la que pone voz Susanne Blakeslee) es la villana principal de la película de animación directa a vídeo de 2005 Érase una vez... Halloween, pero sólo aparece en su forma bruja en la trama principal (además de sólo mostrarse su sombra), su apariencia original siendo vista solo en imágenes de la introducción. En ella, la Reina trama la conquista de Halloween y pide a su caldero que muestre a varios villanos para ver cuál de ellos la podría ayudar en su plan. El caldero también explica sus orígenes, ya que es uno de los antiguos calderos de las tres brujas de The Black Cauldron. Finalmente, el caldero se vuelve contra la Reina y la hace desaparecer en la nada.
En la película de acción real de fantasía Encantada (2007), el personaje de Susan Sarandon de la Reina Narissa tiene sus características, poderes y rasgos físicos inspirados en la Reina de Blancanieves, así como en Maléfica de La bella durmiente. El guion gráfico de Hank Tucker muestra cómo Narissa aparecería solo como la Reina Malvada en una primera versión del inicio animado de la película. En un argumento posiblemente relacionado con el abandonado de Mike Disa y Evan Spiliotopoulos para la precuela de Blancanieves de DisneyToon Studios, Los siete enanitos, una hermosa chica llamada Narcissa aparece para ayudar a los enanitos contra un malvado mago, que finalmente se revelaría como su padre, al que traicionaría y atraparía dentro de un espejo. Narcissa roba los antiguos secretos mágicos de los enanos antiguos, se casa y luego asesina al padre de Blancanieves, y “comienza su reinado como Reina Malvada, con el alma maldita de su propio padre encerrada para siempre en el Espejo Mágico como su esclava”. Así, los enanitos deben vivir escondidos para proteger a sus familias de la venganza de la Reina. Tres secuelas animadas de Los siete enanitos “iban a seguir el regreso de los personajes del título a casa, con sus familias y amigos, tras la muerte de la Reina Malvada en Blancanieves”.
En la película original de Disney Channel de 2015 titulada Descendants, la Reina Malvada (interpretada por Kathy Najimy) forma parte de un grupo de villanos que han sido encarcelados en la prohibida Isla de los Perdidos, y su hija Evie (interpretada por Sofia Carson) es uno de los descendientes a los que se permite regresar al reino para asistir a la escuela junto a los hijos de los héroes icónicos de Disney (no se identifica al padre de Evie). La Reina Malvada parece haber unido fuerzas con Maléfica, Jafar y Cruella de Vil para intentar apoderarse de Auradon. En la imagen del título aparece la emblemática manzana roja de la Reina Malvada, que ocupó un lugar destacado en un teaser tráiler. Carson regresó como Evie en Descendientes 2, de 2017, y Descendientes 3, de 2019.
En la serie animada El maravilloso mundo de Mickey Mouse, la Reina, en su forma de anciana bruja (con voz de Tress MacNeille), desempeña un papel destacado en el episodio paródico “Once Upon an Apple” (2021), en el que se enfrenta a Mickey Mouse después de que el espejo le dijera que él es el más bello del país, y que termina con Mickey vistiéndola como Blancanieves y enviándola a buscar a su príncipe. La corona de la Reina (depositada en un museo por Blancanieves) es también uno de los objetos clave de la serie de animación Princesita Sofía.
La Reina (en su forma de Bruja) aparece en el cortometraje Welcome to the Club (2022) de Los Simpson como una de los Villanos Disney que intentan convencer a Lisa Simpson mediante un número musical que ser un villano es más divertido que ser una Princesa Disney.Aparece de nuevo haciendo un cameo con su forma de bruja en el cortometraje Once Upon a Studio (2023), siendo parte de los personajes de Walt Disney Animation Studios que se reúnen para hacerse una foto de grupo.También aparece en el cortometraje The Most Wonderful Time of the Year (2024), donde ella y otros villanos se unen a Sideshow Bob en un número musical por Halloween.
En el guion de Justin Merz y Evan Daugherty para el spin-off de acción real Rose Red, en desarrollo a partir de 2016, la hermana de Blancanieves, Rose Red, va a “unirse a Gruñón y a los demás enanos en un viaje para encontrar a la Reina Malvada y romper su maldición”. Otro proyecto relacionado con la Reina Malvada que estaba en desarrollo era la serie de televisión Book of Enchantment, de Michael Seitzman, que fue cancelada después de que los ejecutivos de Disney la consideraran "demasiado oscura".
La Reina Malvada aparecerá como una de los antagonistas en el especial de Lego para Disney+ Lego Disney Princess: Villains Unite.

### Obras de teatro
Al igual que en la película, el personaje de la Reina aparece en la versión musical de Blancanieves y los siete enanitos de 1979, interpretado por Anne Francine. En las representaciones de Disney on Ice de la película en 1986 y 1987, así como de 1994 a 1997 y de nuevo en 2000 y 2001, su voz la puso Louise Chamis y fue interpretada por varios patinadores, empezando por Melanie Scott en 1986 y 1987 e incluyendo a Elena Koteneva, que fue sustituida por Davina Lee-Gooding en 1995. Francine también la interpretó en la obra de teatro de 1980 y en el programa de televisión Snow White Live y Chamis le puso voz en Snow White – An Enchanting Musical de Disneylandia en 2004 y 2006. La Reina Malvada también apareció en la sección Three Classic Fairy Tales de Disney Live, basada en la película.

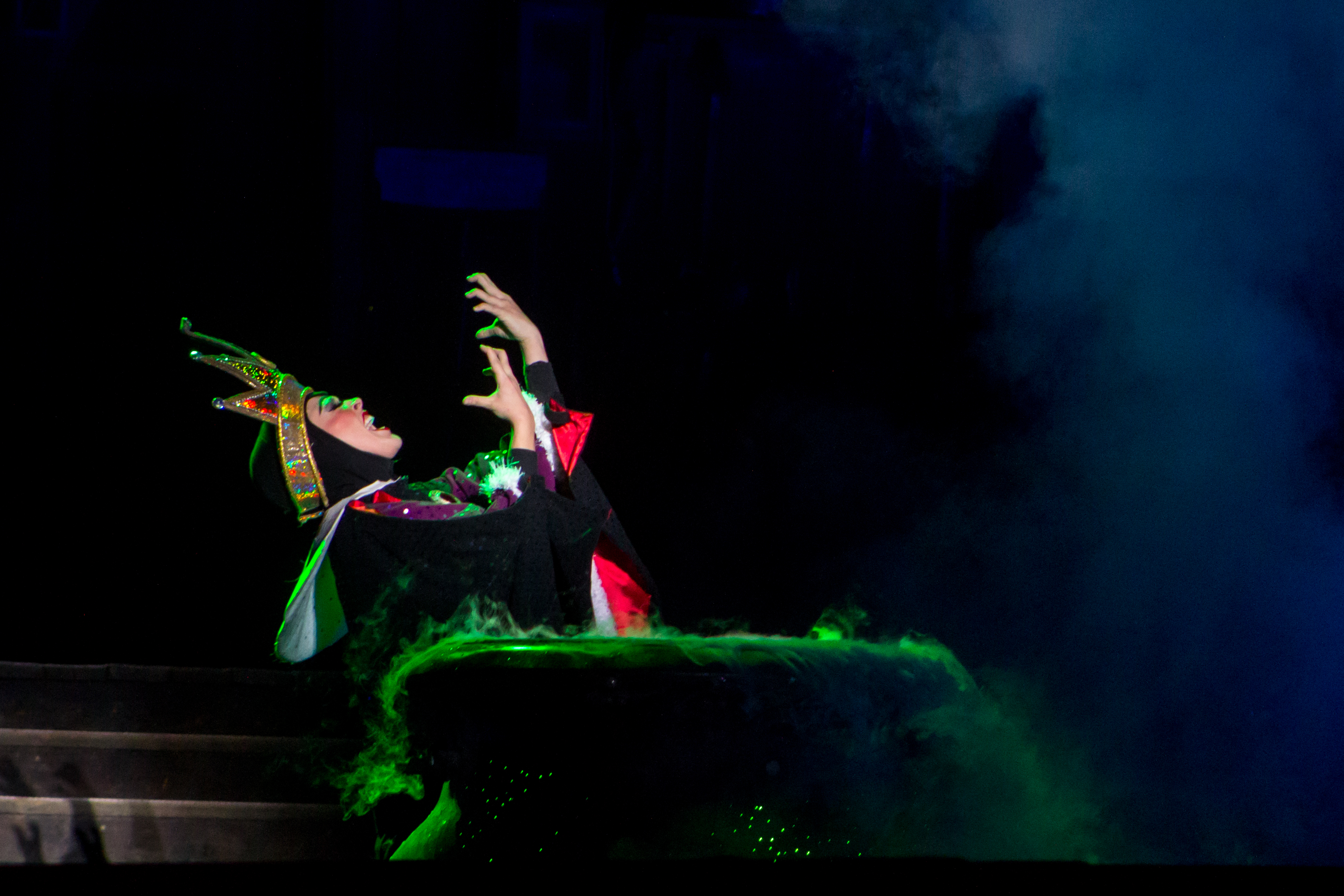
La Reina con su caldero mágico durante el espectáculo Fantasmic! en 2013.

En el espectáculo visual nocturno Fantasmic! estrenado en 1992, la Reina, a la que pone voz Louise Chamis, es la villana principal y la líder de todos los villanos de Disney. Se presenta en el segundo acto, cuando su Espejo Mágico (con voz de Tony Jay) le dice que ahora hay tres princesas (Blancanieves, Ariel y Bella) más bellas que ella. Enfurecida, la Reina se transforma en bruja y utiliza el Espejo y su caldero para convocar a “todas las fuerzas del mal” en forma de un grupo de villanas de Disney que acuden en su ayuda. Entre ellos está Maléfica, que se transforma en dragón (en la versión de Tokyo DisneySea, también atrapa a Mickey dentro de su espejo). En el clímax del espectáculo, Mickey es capaz de derrotar al dragón y vencer a todos los villanos con una espada mágica. La Bruja es la última en morir, transformándose de nuevo en la Reina antes de ser destruida.
En el espectáculo del crucero Disney Dream Villains Tonight!, estrenado en 2010, Hades pide ayuda a los villanos más poderosos de Disney para recuperar su maldad. La Reina, cambiando de forma de Bruja, niega su invitación ya que Hades también invitó a Maléfica, su rival por el afecto de Hades y por el estatus de la más malvada del reino. La Reina afirma no ser la novia de Hades, pero acaban de pasar un fin de semana interesante en Cayo Castaway. Al final, la Reina y Maléfica dejan a un lado sus diferencias, ya que todos los villanos deben permanecer unidos, y aconsejan a Hades que busque el mal dentro de sí mismo y no en los demás.

### Juegos
La Reina Malvada aparece en varios juegos tradicionales, aunque normalmente como un mero obstáculo para los jugadores. No obstante, es jugable en algunos de ellos, como Snow White and the Seven Dwarfs Game de la franquicia Disneykins y Disney Villains Collector's Edition Monopoly. En 2019, la Reina Malvada se añadió a Disney Villainous como personaje jugable en el set de expansión Wicked to the Core. El libro de juegos para niños de Jim Razzi de 1985 Snow White in the Enchanted Forest (Choose Your Own Adventure: Walt Disney #1) presenta una historia alternativa protagonizada por el personaje original del escudero adolescente sin nombre del Príncipe que intenta salvar a Blancanieves en una serie de enfrentamientos no canónicos con la Reina Malvada mientras busca en el Bosque Encantado a la princesa que se esconde con los Enanitos, ya que el objetivo es “ponerla a salvo, de una vez por todas” antes de que sea demasiado tarde, o guiar al Príncipe hasta la durmiente Blancanieves .
La Reina actúa como antagonista en el juego inédito Snow White para Atari 2600. En Blancanieves y los siete enanitos de Walt Disney Walt Disney para Game Boy Color, de 2001, los jugadores tienen que resolver primero un minijuego de rompecabezas para que la Reina consulte su espejo y, más tarde, dirigir a los enanitos en la persecución de la Bruja antes de que pueda regresar a su castillo.
En el videojuego de 1990 Castle of Illusion Starring Mickey Mouse, una vieja bruja llamada Mizrabel adopta la forma de la Reina Malvada tras drenar la juventud de Minnie Mouse. En Epic Mickey: Power of Illusion, la anteriormente derrotada Mizrabel regresa para transformarse en varios villanos de Disney, incluida la Reina, antes de enfrentar a Maléfica. En el remake HD de 2013 de Castle of Illusion, Mizrabel parece un cruce entre la Reina y Maléfica en su forma juvenil y profesa su ambición de ser la más bella de todas.
La Reina Malvada en persona es una de las cuatro villanas de Disney que aparecen en el videojuego de 1999 Disney's Villains' Revenge, a la que pone voz Louise Chamis. Pepito Grillo y el jugador se adentran en los mundos de los cuentos para restaurar los finales felices. En la historia final del juego, se muestra que la Reina tiene una guarida parecida a su manzana envenenada dentro del bosque, donde pretende dormir eternamente a los Siete Enanitos. El jugador tiene que mezclar correctamente los ingredientes de varias pociones, incluida la Poción del amor verdadero, para invocar mágicamente al Príncipe y que pueda salvar a Blancanieves con un beso. Le sigue la lucha con la Reina en la que el jugador tiene que reflejar sus hechizos de bola mágica, hasta que ella se retira a su guarida. Allí, mientras le pregunta a su espejo, se transforma repentinamente en una bruja y se asusta al ver su propio reflejo en el Espejo Mágico que luego se rompe.
En el videojuego de 2010 Kingdom Hearts: Birth by Sleep, la Reina (a la que pone voz Kyoko Satomi en japonés y Susanne Blakeslee en inglés) aparece en el mundo de Bosque de los enanitos. Recluta al protagonista Terra para que mate a Blancanieves y le devuelva su corazón a cambio de permitirle usar el Espejo Mágico para localizar al Maestro Xehanort. Terra, al igual que el cazador, finalmente no lo consigue y la Reina, al enterarse de su traición, obliga al espejo a consumirle, pero Terra lucha contra este y la Reina le da a regañadientes la información que busca. Más tarde aparece brevemente en el escenario de Ventus, donde se cruza con él de camino a envenenar a Blancanieves. Se le cae la manzana envenenada, que Ventus le devuelve. Se fija en la Keyblade de Ventus y piensa que Terra la amenazó con un arma similar. Sólo se la menciona brevemente en la historia de Aqua, cuando el Espejo Mágico le dice que la Reina ha muerto y que él ya no está bajo su control.
En el juego gratis para teléfono móvil de 2013 Seven Dwarfs: The Queen's Return, una continuación no canónica de la película, la Reina ha sobrevivido a la caída en el clímax de la película porque había un lago en el fondo del abismo. Entonces volvió a su forma juvenil y, en busca de venganza, lanzó una maldición sobre Blancanieves, los enanitos y todo su bosque. Se suponía que las actualizaciones del juego permitirían a los jugadores conocer (y derrotar) a la Reina, añadiendo misiones que implicaban la búsqueda de su escondite para, como se había prometido, “ayudar a los enanitos a librar el bosque encantado de la Reina Malvada”. Sin embargo, esto quedó finalmente sin resolver, ya que el juego se interrumpió en 2014.
Un desafío semanal de 2014 en Disney Infinity: Toy Box incluía la carrera de obstáculos Mirror Mirror, que enfrentaba a Blancanieves y a la Reina Malvada en una carrera por la manzana envenenada. Los usuarios de las consolas de videojuegos PlayStation 3 y Xbox 360 podían descargarse trajes de avatar con temática de la Reina. Un juego de navegador con cámara web, Become Your Inner Villain, alojado en la página de Facebook de Disneyland Resort, permite al jugador convertirse en uno de los cuatro villanos, incluida la Reina Malvada.Su mazmorra y laboratorio (con el espejo) aparecen en el juego en línea Aaah-Choo. La Reina es mencionada como uno de los Siete Grandes Magos en el juego para móviles Disney Twisted-Wonderland, en el que hay un dormitorio en su honor llamado Pomefiore en el colegio Night Raven College, famoso por ser el más antiguo de todos.
En 2017, la Reina fue un personaje jugable para desbloquear durante un tiempo limitado en el videojuego Disney Magic Kingdoms,añadido en un evento enfocado en Snow White and the Seven Dwarfs, en una historia que tiene lugar tras los acontecimientos de la película, donde Blancanieves y los enanitos tratan de detener sus nuevos malvados planes. Una versión alternativa de la Reina Malvada aparece como personaje jugable que lucha contra los villanos para sus propios fines sedientos de poder en el videojuego Disney Mirrorverse de 2022.

### Literatura
En la versión audiolibro de 1949, la Reina (con voz de Eleanor Audley) lleva un vestido amarillo y una capa roja. Le dice al cazador que se lleve a Blancanieves al bosque y la deje allí para que muera. Al final del libro, tras ser perseguida por los enanitos, la Reina muere al resbalar mientras sube la montaña y cae al mar. La historia de la Reina de la película es a su vez el tema del libro de cuentos Disney Villains: The Evil Queen (2018).
En cuentos basados en Mickey's Christmas Carol, aparece en su forma de bruja en el papel de Espiritu de las Navidades Futuras.
Uno de los capítulos del Disney's the Villains Collection/Stories from the Films (1993) de Todd Strasser está dedicado a Blancanieves y la Reina. También es el tema de uno de los libros ilustrados de la serie Disney Princess My Side of the Story, titulado Snow White/The Queen (2004), que la retrata como un personaje positivo e incomprendido.
La novela La más bella del Reino: Una historia de la Reina Malvada, de Serena Valentino, publicada por Disney Press en 2009, cuenta una historia mucho más comprensiva con la Reina que la mayoría de los demás medios de Disney. El libro muestra cómo la Reina se convirtió en la villana de la película, al estilo de Batman: la broma macabra, con el espejo mágico, aquí poseído por el espíritu de su padre maltratador, habiendo sido una influencia corruptora. Según el libro, su madre era una bruja y el Rey murió en una guerra contra otro reino antes de los acontecimientos de la película. Tras la muerte de su esposo, la Reina cae lentamente en la locura. Al final de la novela, Blancanieves consigue el espejo y la Reina se convierte en el espíritu dentro de este, tras su muerte en la película.
La Reina es una de los "Overtakers", villanos de la serie de novelas Kingdom Keepers. Fue introducida en 2011 en el cuarto libro de la saga, Power Play, junto a Cruella De Vil. Al igual que Maléfica, es muy poderosa y puede lanzar casi cualquier hechizo con solo mover un dedo; también puede transformarse a sí misma y a otros personajes. En Power Play, cuando Maléfica y Chernabog son capturados por los guardianes, la Reina se convierte en la nueva líder de los Overtakers.
Melissa de la Cruz escribió la novela precuela de Descendants, La Isla de los Perdidos, en la que se revela que la Reina Malvada intentó derrocar a Maléfica como gobernante de la isla.

### Cómics
El cómic de 1937-1938 Blancanieves y los siete enanitos, escrito por Merrill De Maris, uno de los guionistas de la película, se centra principalmente en la relación entre Blancanieves y la Reina. Además, explora el origen de la caída de la Reina en una envidia mortífera, al enterarse de que el Príncipe fue a su castillo en busca de la mujer más bella de todo el mundo y escandalizarse cuando él le dice que se refería a Blancanieves. Al igual que en el concepto abandonado de la película, la Reina (aquí llamada en realidad Grimhilde) hace arrestar al Príncipe. Más tarde, en su forma de bruja, le dice al Príncipe cautivo que va a deshacerse de Blancanieves y hacerlo suyo, mientras que el Príncipe se muestra desafiante y la llama miserable bruja. A esta escena le sigue su huida de la prisión, en circunstancias mucho menos dramáticas que el concepto de ahogamiento de la película. La película fue adaptada a otros cómics en 1969, 1973, 1983, y 1991.
Hay una serie de cómics secuela cuasi canónicos ambientados en el mundo de la película. Un cómic italiano de 1939 titulado Biancaneve e il mago Basilisco presenta al malvado mago del título, que más tarde vive en el castillo que había pertenecido a la Reina, intentando hacer daño al hijo de Blancanieves y del Príncipe hasta que muere cuando el castillo es destruido. En él se hace referencia al encarcelamiento del Príncipe en la mazmorra de la Reina en los cómics anteriores. Otra de las primeras secuelas, Pamuk Prenses ile Sevimli Prens (1942), narra las aventuras de Blancanieves y el Príncipe Encantador, cuando la Bruja vuelve para hechizar a este último. En una secuela estadounidense de 1944, el castillo de la Reina muerta es tomado por su hermano, el Príncipe Malvado.
Los cómics posteriores suelen presentar a la Reina en su encarnación de Bruja, a menudo con ella intentando eliminar a Blancanieves (en The Seven Dwarfs and Thumper, No Ritmo Da Bruxa, A Maçã Superenfeitiçada, Kerstverhaal) o a los enanitos (The Enchanted Mountain, Halloween). Entre estas historias se incluyen los cómics independientes de Jack Bradbury de 1958 Mystery of the Missing Magic y A New Adventure of Snow White and the Seven Dwarfs. En el cómic The Seven Dwarfs and the Witch-Queen, la bruja encoge a todos los enanitos excepto a Tontín, que consigue salvar a sus hermanos.  En A Pirate's Tale (también conocido como The Pirate), la vieja y codiciosa Bruja se transforma en rata cuando planea robar un tesoro y convertir a los enanitos en queso para comérselos, pero Tontín la destruye con un gato.
A menudo, bajo la apariencia (y el alias) de la Bruja, vuelve a interactuar (normalmente para enemistarse, pero a veces también para cooperar con los protagonistas) con otros personajes de Disney.  Ha aparecido en los cómics de muchos personajes, como las sobrinas de la Pata Daisy (April, May y June) los Beagle Boys, Hermano Conejo, Chip 'n Dale, el Pato Donald y Mickey Mouse, Goofy, Huey, Dewey y Louie, Pepito Grillo, José Carioca, Mickey y Minnie Mouse, Lobito, Campanita, y los tres cerditos, así como sus compañeras brujas de Disney, como Madam Mim de La espada en la piedra,Bruja Hazel de Dulce o truco, y Mágica De Hechizo (especialmente en los cómics brasileños). También protagonizó con el lobo feroz la serie de cómics The Big Bad Wolf & The Wicked Witch  de las décadas de 1970-1980, que incluía “Mirror Mirror”, “Witch Switch”, “The Apple Caper”, “The High-Hopping Wolf”, “Double Trouble”, y “Getting the Boot”.
Varios cómics incluyen a la Bruja secuestrando a otro personaje Disney, ya para que sea su esclavo o para intercambiarlo por algo, hasta que sea rescatado. Por ejemplo, además de Blancanieves (Diamond Dust Dilemma, The Weather Witch), secuestra a personajes como Chip y Dale (Witch Convention), Campanilla (Pixie Dust Dilemma, The Big Bust-out) y personajes de Dumbo (Dumbo, The Chips Are Flying, A Witch in Time). La Bruja también captura a Dumbo en Dumbo l'échappe belle, pero es derrotada por Mickey y Hermano Blas y encarcelada por los enanitos. En The Gingerbread House, la Bruja captura a los hijos de la Bruja Mala del Oeste, Witch Child y Warlock, a quienes Mágica De Hechizo debía cuidar. Otro motivo recurrente son los intentos de la bruja de convertir en oro a los personajes, por ejemplo a Pinocho (The Magic Brew) o a todos los animales del bosque (Get Rich Witch). También puede simplemente intentar robar los tesoros, ya sea a los enanitos (Snow White and The Seven Dwarfs, Verjongingsdrank) o a otros personajes (Black Magic Menace, Pursuit of Plunder). En una historia precuela, Battle of Wits and Witches, la Reina se convierte en bruja para robar un diamante a los enanitos, pero Mickey y Goofy se lo impiden. También intenta arruinar la Navidad en repetidas ocasiones, como en The Golden Christmas Tree, donde atrae a Huey, Dewey y Louie a su guarida y utiliza sus lágrimas en una poción mágica para destruir todos los árboles de Navidad del mundo, o en Delivery Problems, donde planea dormir a los renos de Santa Claus.
En la parodia de El maravilloso mago de Oz del libro de cómics Historietas de Walt Disney, The Wizard of Bahs de Vic Lockman y Strobl, la Bruja es convertida inesperadamente en un viejo tronco de árbol por la Pata Daisy mientras su castillo se convierte en arena. En The Captured Castle, la Bruja captura el castillo de Cenicienta, mientras que en It's Snow Joke da vida al dragón de nieve de Dale; y en The Magic Spell, Chip y Dale roban su polvo volador. La varita mágica de la Bruja es obtenida por Goofy en Magic-Mender y robada por el lobo feroz en The Magic Wand. En The Haunted House Caper la bruja convierte la casa del Pato Donald en una casa encantada, historia que continúa en 13 Blackcat Road. En O Sindicato Das Bruxas, José Carioca lucha contra su sindicato de brujas. En The Washed-up Witch, acaba despojada de sus poderes y acepta la oferta de Scrooge McDuck de convertirse en su secretaria privada, mientras que Mickey contrata a la Bruja como niñera de Morty y Ferdie en The Sitter Solution
Muchas historias se publicaron por primera vez en las series italianas de cómics Disney, en particular en la revista Topolino. Entre ellas figuran I Sette Nani e la Strega Malvagia, Biancaneve e lo specchio infranto, I Sette Nani e l'incantesimo della regina, Biancaneve al castello dei quattro venti, I Sette Nani e l'eroica antivigilia, I Sette Nani e l'infuso delle sette erbe aka, Biancaneve e la rosa d'argento y I Sette Nani e il mago burlone, entre otros. En Biancaneve e lo specchio infranto, la vieja bruja, enferma terminal, descubre que sólo le queda un día de vida, pero se niega a aceptar su destino y encuentra la manera de vencer a la muerte.
En los cómics italianos, la Reina en su forma joven suele llevar una túnica roja y a menudo aparece utilizando una bola de cristal para espiar a los personajes buenos. En Pippo mago e i Sette Nani, los cuatro esbirros de la Reina atacan a los enanitos y les roban el tesoro, pero luego deciden quedárselo para ellos y la Reina pide ayuda al mago Abracadabro para detener su huida; finalmente, es el Príncipe quien derrota a los ladrones. En algunos otros cómics, la Reina trabaja específicamente para herir mágicamente a Blancanieves y a otros en distintas formas crueles. Paperin Fracassa es una parodia de la película de aventuras Capitán Fracasse en la que Blancanieves es cegada por la Reina y el Pato Donald (Paperin en italiano) tiene que curarla. En I Sette Nani e il Natale in pericolo, la Reina va a robar el polvo estelar de un cometa como último ingrediente de su hechizo para destruir a Blancanieves. En otro cuento navideño, Il Sette Nani e l'incantesimo di Natale, la Reina convierte a Glauco, el hijo pequeño de Blancanieves, en un árbol de Navidad pero la maldición se rompe gracias al amor maternal de la princesa. En Brontolo & Briciola, Gruñón envía a la Reina a su prisión gracias a la magia del muérdago navideño.
Muchos de los cómics de Blancanieves de Topolino fueron obra de Romano Scarpa. Su cómic I Sette Nani e il cristallo di Re Arbor ofrece una explicación de cómo la Reina habría sobrevivido a su aparente muerte en la película (ya que algunas ramas y arbustos aliviaron la caída y fue rescatada por sus leales guardianes) y por qué no pudo volver a su ser normal (ya que su castillo fue incendiado por el Cazador y su libro de magia ha desaparecido). En esta historia, la Reina consigue la ayuda de su gran admirador y antiguo pretendiente, el malvado Rey Arbor de Vegetalia, en un complot para utilizar un dispositivo de cristal mágico para intercambiar su antiguo cuerpo con el de Blancanieves. El plan es frustrado por los enanos, que destruyen el cristal, y el resignado Arbor permite a la Bruja vivir con él, diciendo que intentará recordar que ella era la más bella entre las reinas. La incómoda relación entre Grimilde y Arbor continuó en I Sette nani e la fonte meravigliosa, en la que ella intenta desesperadamente recuperar su juventud, pero en lugar de ello sólo se convierte en una versión infantil de su forma de Bruja durante un breve periodo de tiempo.
En otros cómics de Scarpa, la Reina vuelve a su cuerpo juvenil y, a veces, incluso adopta otras formas, además de comandar a varios secuaces. En I Sette Nani e l'anello di betulla, de Romano Scarpa, la Reina se entera de que el octavo enano, llamado Zenzero, ha abandonado a sus compañeros para ir en busca de fortuna viajando por el mundo, entonces se transforma en una duendecilla que se hace llamar Fagottina para enviarlo a casa y sembrar la discordia entre sus hermanos. En I Sette Nani e la balza del lupo, envía a una banda de tres bandidos llamados Bragia, Sghembo y Schidione para secuestrar a Blancanieves. En I Sette Nani e il trono di diamanti, Pepito Grillo está profundamente enamorado de la belleza de la Reina e intenta convencerla de que se vuelva buena, pero la Reina se niega a ser redimida. En lugar de ello, ordena a sus leales soldados que roben el trono que los enanitos fabrican para Blancanieves en un complot para convertir a su rival en una anciana. Finalmente, la Reina es capturada por otra bruja llamada Tardona y Blancanieves recupera su juventud.
En varias historias de Scarpa y otros autores, la Reina encuentra su verdadero final de diversas maneras mientras intenta vengarse, normalmente siendo derrotada por Tontín cuando éste escapa a sus complots. En Biancaneve e verde fiamma, de Scarpa, la Reina vuela orgullosa en una escoba a la gran reunión de brujas, esperando ser celebrada, pero se encuentra con una bienvenida muy diferente: los demás asistentes la desprecian y declaran que su vergonzosa incapacidad para tratar con una niña y unos enanos los ha deshonrado a todos, y que por ello debe ser castigada según las leyes del Infierno. Cuando la Reina suplica clemencia a la Bruja Mayor, se le concede la última oportunidad y una poderosa varita mágica con el poder de la transformación para usarla contra sus enemigos. Sin embargo, se le dice que, si esta vez sigue fallando, ella misma se convertirá en una escoba mágica para que vuele en ella una bruja más honorable. Desesperada por evitar su condena, la Reina utiliza la varita para ganarse la confianza de Blancanieves y convertirla en una estatuilla, y luego adopta la forma de la princesa para tender una emboscada a los enanitos y hacer lo mismo con ellos. Pero Tontín escapa y consigue burlar a la Reina mientras ésta espera la llegada del Príncipe para completar su obra. Tras una pelea, se apodera de su varita y la utiliza para restaurar a sus amigos y frustrar la última apuesta de la Reina, que se transforma a su vez en la estatuilla y luego se convierte en una escoba por la maldición de la Bruja Mayor. 
En Biancaneve e l'abito stregato, la Reina se convierte mágicamente en una vieja gitana para regalarle a Blancanieves un vestido maldito y capturarla, para luego empezar a trabajar en el hechizo para deshacerse de los enanitos y de todas las criaturas buenas del bosque que ayudan a Blancanieves. Pero Tontín se infiltra en su castillo, libera a Blancanieves y encierra a la Reina dentro de su laboratorio incendiado; después de que él y la princesa escapen, ven cómo el castillo con la Reina atrapada en su propia mazmorra es consumido por el fuego y finalmente explota. En I Sette Nani e il patto della regina, conjura al demonio Oren, Señor de las Sombras, y hace un pacto con él para apoderarse del alma de Blancanieves, pero Oren le advierte de que si fracasa le pagará con su propia vida. Con poderes ahora mayores y la ayuda de siete enanos malvados intenta eliminar a su odiada rival de una vez por todas, pero en lugar de eso acaba quemando toda su energía vital y Oren llega para informarle cómo se ha destruido a sí misma con sus propias manos. La Reina, suplicando una última oportunidad, desaparece mientras Oren se la lleva con él al infierno.
En algunos de estos cuentos, la muerte de la Reina es provocada por un hada buena. El cuento de Scarpa I Sette Nani e la fata incatenata comienza con la Reina volando para derribar a Blancanieves con un rayo, pero la princesa es salvada por el hada llamada Fawn. La Reina toma represalias capturando a Fawn en una peligrosa caverna y los enanos acuden allí para liberar al hada. Para frustrar su misión, la Reina adopta muchas formas intentando destruirlos de diversas maneras, y uno a uno los enanos sacrifican sus vidas hasta que sólo queda Tontín. Pero entonces sólo él consigue ganar el agua mágica que los devuelve a todos a la vida, y la magia del hada liberada hace que la caverna se derrumbe sobre la Reina para asegurarse de que nunca volverá a hacer daño a nadie. La Reina también vuelve a transformarse en duendecillo en su Biancaneve e la Pasqua nel bosco, donde, después de que su intento de matar a Blancanieves con magia es frustrado por criaturas del bosque, la Reina se enfurece tanto que invoca a los poderes infernales para que se la lleven y su castillo arde en llamas y se desmorona a su alrededor. I Sette Nani e la fatina di Natale presenta un escenario en el que la Reina vuelve a lanzar con éxito un encantamiento de sueño eterno sobre Blancanieves, pero esta vez la maldición se perfecciona para que no se rompa con un beso al despertar. Sin embargo, al intentar matar a Tontín, cae accidentalmente víctima de su propia brujería. El Hada de la Navidad consigue despertar a Blancanieves, pero abandona a la Reina a su suerte al estilo de La bella durmiente.
La Reina también aparece como una de las villanas en la serie de manga de Disney Kilala Princess de 2005, de Rika Tanaka y Nao Kodaka, donde las protagonistas Rei y Kilala Reno se encuentran en el mundo de Blancanieves, y conocen y entablan amistad con la princesa. Acuden al castillo de la Reina para preguntar al Espejo Mágico cómo encontrar a Erika, la amiga de Kilala, pero descubren que la Reina sigue viva (e incluso al mando de los dos buitres, así como de los lobos), ya que aparece y exige la tiara mágica de Kilala. Los niños intentan huir pero son atacados por los lobos y encerrados en la mazmorra, donde la Reina se transforma en la Bruja y se prepara para convertir a Kilala en una criatura fea. Aparece Blancanieves y acepta sacrificarse para salvarlos, pero Kilala la detiene en el último momento antes de que pueda comer una manzana envenenada; Rei ataca entonces a la Reina, que cae en su caldero, se convierte en buitre y sale volando derrotada.

### Mercancía
El personaje ha aparecido en una amplia variedad de productos de Disney, como en la serie Designer Villains de muñecas de edición limitada y productos de maquillaje, o en la colección Wickedly Beautiful de productos cosméticos Beautifully Disney. Otros productos de este tipo incluyen muchas muñecas y figuritas/estatuillas, disfraces, prendas de vestir, relojes, espejos, tazas, otras vajillas, bolsos/carteras/maletas, contenedores, llaveros, láminas/pósters/tarjetas/pegatinas, pins/botones/imanes, peluches, adornos festivos, otros productos de belleza, etcétera. En un número de Disney Adventures de 1997, la Reina Malvada apareció en portada intentando cortejar a Will Smith.
Una figura hecha a mano que costaba 2000 $ fue la más cara de los 200 000 artículos que se vendieron en el centro comercial de Disney World en 1985. En una subasta celebrada en 1988, un cel de animación de la icónica escena de la Reina sosteniendo su caja de corazones se vendió por un precio récord de 30 000 $. En 1997, otro cel de la misma escena se vendió por 21 275 $ y un cel de la Bruja ofreciendo una manzana a Blancanieves alcanzó los 13 800 $. Otro cel que mostraba a la Reina leyendo su libro de hechizos se vendió por 8050 $ en una subasta anterior en 1995. En 2015, un cel de la Bruja se vendió en una subasta por 48 000 $. Otro récord se alcanzó en 2016, cuando un cel de la Reina frente a su espejo se vendió por 58 000 $.

### Música
La Reina aparece en su forma de bruja en el álbum de Disneyland Records An Adaptation of Dickens' Christmas Carol (1975), basado en la historia de A Christmas Carol, donde interpreta al Espíritu de las Navidades Futuras.

## Versiones alternativas
Order of the Seven, cancelada en 2012, era la versión de acción real de artes marciales de Disney de la historia de Blancanieves ambientada en la China del siglo XIX, donde la figura de la Reina Malvada sería una emperatriz asiática. El proyecto también se conoció bajo otros títulos de trabajo como Snow White and the Seven.

### Érase una vez(2011-2018)
Una versión casi totalmente alternativa del personaje de la Reina Malvada es Regina Mills, una de las protagonistas de la historia y la antagonista principal de la primera temporada de la serie de televisión de acción real Érase una vez de la cadena ABC, interpretada desde 2011 hasta 2018 por Lana Parrilla. Regina es la alcaldesa de la idílica ciudad de Storybrooke, Maine, pero su verdadera identidad es la de la Reina Malvada, quien ha maldecido a muchos de los personajes de cuentos de hadas para que vivan en una dimensión sin magia, donde nunca tendrán un final feliz y casi todo el mundo, excepto Regina, tiene recuerdos falsos. También es la madre adoptiva de Henry Mills, un niño de diez años nacido en el mundo real pero fuera de Storybrooke, al que quiere de verdad pero con el que tiene una relación tensa debido a que este descubrió la verdad sobre su maldición oscura, de la que ella intenta convencerlo de que es sólo una ilusión infantil. La primera temporada gira en torno a los intentos de Henry por demostrarle a la recién llegada Emma Swan que ella es la Salvadora profetizada que puede romper la maldición de Regina. 
La serie no se basa directamente en las películas de animación de Disney, pero se inspira en ellas y hace muchas referencias. Uno de sus episodios se titula «The Evil Queen». La razón por la que Regina odia a Blancanieves no es, como en el cuento de hadas y la película de Disney, los celos de su belleza, sino más bien el resentimiento por el hecho de que, cuando era niña, Blancanieves reveló involuntariamente el romance de Regina con Daniel, el mozo del establo, lo que provocó la muerte de Daniel en manos de su cruel madre, Cora, y que Regina obligada por su madre se viera atrapada en un matrimonio sin amor con el Rey Leopold, el padre de Blancanieves. A diferencia de su representación clásica, en esta versión Regina no muere y en cambio acaba redimiéndose y convirtiéndose en una antiheroína y posteriormente en una heroína llegando a ganarse el respeto de todos y ser coronada por la misma Blancanieves como la Reina Buena.

### Blancanieves(2025)
Gal Gadot interpreta el personaje de la Reina Malvada en Blancanieves, una adaptación de acción real de la película de animación de 1937. En abril de 2022, Gadot reveló que canta y baila en la película, algo que el personaje no hacía en la película de animación original. Al año siguiente, la actriz añadió más tarde que interpretar el papel de la primera villana de Disney de la historia fue “divertido y delicioso”, sintiendo que podía hacer un papel más dramático cambiando su voz debido a que la película era un musical.

### Disney Twisted-Wonderland
Disney Twisted-Wonderland es un juego japonés para móviles creado por Aniplex y Walt Disney Japón. Yana Toboso, creadora de Black Butler, se encarga del plan original, el guion principal y el diseño de los personajes, que están inspirados en los villanos Disney de varias franquicias. El dormitorio de Pomefiore es el más antiguo de los dormitorios y alberga a estudiantes que destacan en pocionología y maldiciones, además de cultivar un sentido del estilo único. Vil Schoenheit, mayordomo de Pomefiore, joven de belleza sorprendente, se considera el más bello de todos. Ningún esfuerzo es demasiado para él en su incesante búsqueda de la belleza. Vil tiene una gran fijación por la belleza y no escatima esfuerzos cuando se trata de conseguirla y mantenerla. Actúa y se comporta de forma regia y es estricto consigo mismo y con los demás. Confía en su aspecto, ya que es algo por lo que ha trabajado duro: nunca deja de hacer ejercicio, prestar atención a su dieta e incluso fabrica sus propios productos para el cuidado de la piel. Vil siente cierto desdén por las personas que descuidan su aspecto. Tampoco le gusta la idea de desear que algo se presente, ya que sólo cree que el verdadero trabajo duro puede llevarte a tus objetivos.

## Recepción y legado

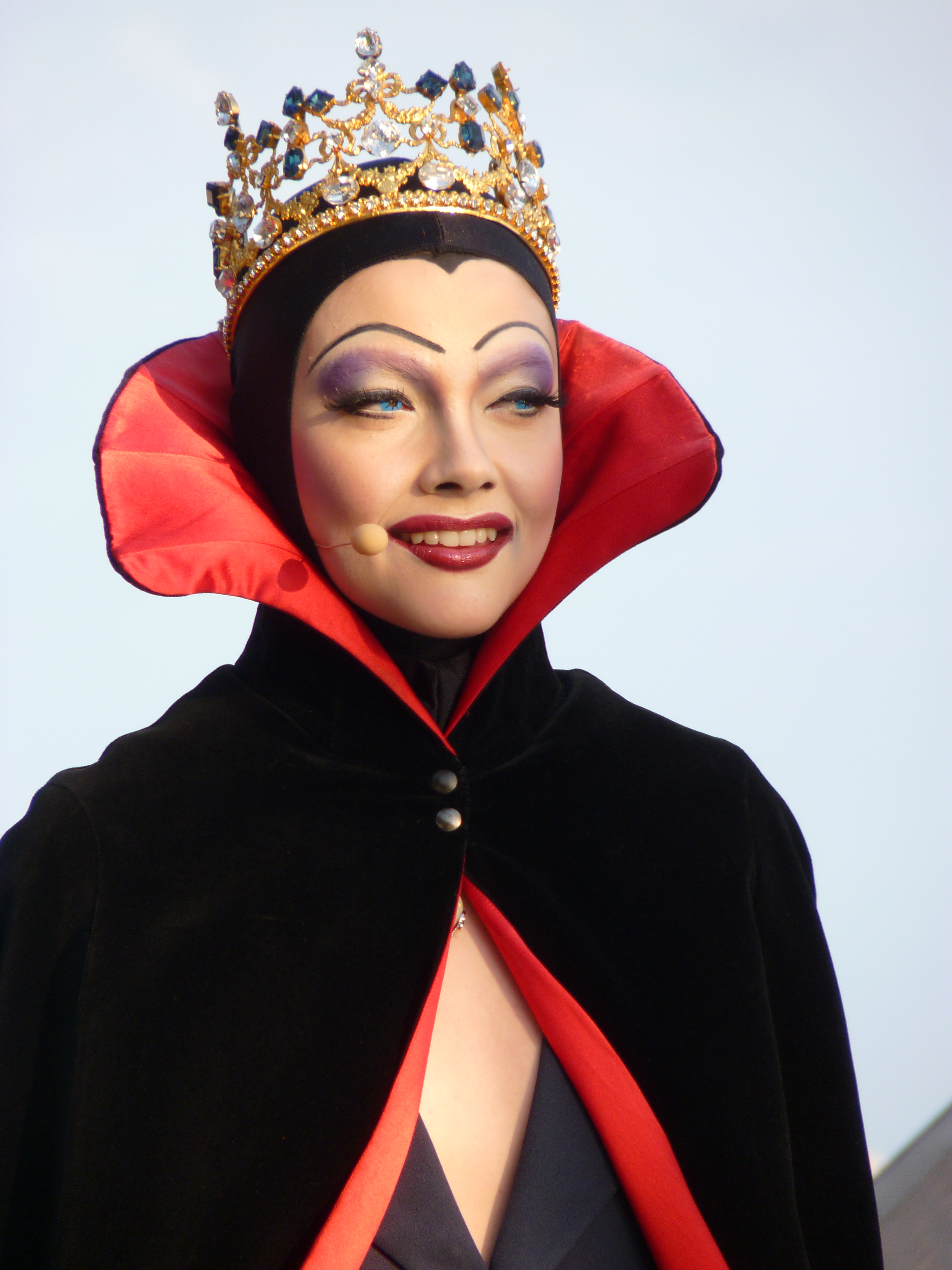
La actriz y presentadora francesa Solweig Rediger-Lizlow en el Festival de Cannes 2012.

### Recepción de la crítica y popularidad
La versión Disney del personaje fue muy bien recibida por la crítica cinematográfica, aunque a algunos les molestara (la columnista Dorothy Kilgallen, por ejemplo, instó a Disney a no hacer futuras villanas tan terroríficas como la Bruja). Según Eric Smoodin, del British Film Institute (Instituto de Cine Británico), la Reina ha sido “quizás entonces como ahora la verdadera estrella de la película”, ya que “el único personaje significativo que no canta -la Reina- destaca como la única personalidad realmente convincente de la película. Está impulsada por las emociones humanas: celos, odio, narcisismo, inseguridad. También sufre una muerte extraordinariamente violenta cuando, como vieja bruja y perseguida por los enanos, cae por un acantilado. (...) Como mínimo, esta escena [de transformación] y otras en las que aparece hacen de la Reina el personaje más memorable de la película, mientras que los matices de la interpretación de La Verne también la convierten, quizá, en la más simpática”.
Janet Maslin escribió que la Blancanieves de la película “sólo existe para ser víctima de su malvada madrastra, un personaje mucho más interesante. La imagen de la malvada Reina (concebida inicialmente como una chica glamurosa de pelo negro y el epítome de la sofisticación de finales de los años treinta) que bebe una poción para envejecer y luego se marchita, le salen verrugas y garras, y se convierte ante nuestros ojos de una criatura sexy y voluptuosa en una vieja bruja aterradora, debe dejar una impresión tan poderosa en el público como la alegre feminidad de Blancanieves”. Del mismo modo, Roger Ebert escribió que Blancanieves y los siete enanitos “no trataba tanto de Blancanieves como de los siete enanitos y la Reina Malvada”, y opinó que ésta era la razón por la que en 2001 seguía siendo “la obra maestra animada por excelencia”, en lugar de haber caído en el olvido poco después de su estreno en 1937.
La feminista individualista Camille Paglia dijo que solía quedarse paralizada ante esta “zorra diva temperamental”, debido al contraste con el ideal de mujer que le habían presentado de niña: “María, esta madre silenciosa; y aquí estaba la reina bruja que tiene este extraño diálogo en el espejo y no tenía por qué ser caritativo y no tenía por qué ser agradable. Me pareció fabulosa”. Asimismo, Lana Parrilla, que más tarde interpretó a la Reina Malvada en Érase una vez, dijo que cuando veía Blancanieves de Disney, de niña, le gustaba y “adoraba a la Reina Malvada; cada vez que aparecía la Reina Malvada, yo decía: ‘¡Bien!’ Me fascinaba”. La escritora Deborah Lipp escribió: “Como he dicho antes y sin duda volveré a decir, si me dan a elegir entre ser Blancanieves (indefensa, dulce, sin voz) y la Reina Malvada, con su castillo, su magia y sus secuaces, ¡dame mi Espejo Mágico ya!”.  El director de cine John Waters dijo que él también quería que ganara la Reina Malvada y Chay Yew dijo que si él fuera un personaje de Disney, sería la Reina Malvada de Blancanieves, Stephen Hunter incluyó el hecho de que fuera “genial” entre las “maravillosas verdades sobre Blancanieves”.El cocreador de Érase una vez, Adam Horowitz, dijo que su primer recuerdo de Disney fue ver una reedición de Blancanieves, de Disney, cuando se sintió “aterrorizado por la Reina Malvada y, al mismo tiempo, incapaz de apartar la mirada, y eso se me quedó grabado a lo largo de los años”. De forma similar, la diseñadora de moda y colaboradora de Angelina Jolie en Maléfica, Stella McCartney, dijo: “Mi película favorita de Disney era Blancanieves. Recuerdo que crecí viéndola y flipé completamente con esa escena en la que la Reina Malvada se convierte en la vieja bruja y prepara la manzana envenenada”. El cineasta y actor Terry Gilliam incluyó a la reina de la película entre sus ocho villanas favoritas, comentando lo “verdaderamente extraño” que es que “la vanidad y la belleza son su esencia y, sin embargo, la identidad que asume cuando se convierte en la vieja mendiga es prácticamente la más fea de todo el reino”.
El experto en cuentos de hadas Jack Zipes también señaló que “es un tanto extraño que la reina crea al espejo, ya que la imagen de Blancanieves revela que es una chica normal y corriente, pubescente y de mejillas rojas, mientras que la reina es una mujer madura impresionante y hermosa que podría ganar fácilmente un concurso de belleza”. Según el ensayo de análisis feminista “The Poisonous Apple in Snow White: Disney's Kingdom of Gender” de la profesora de literatura inglesa Brenda Ayres, “la película promueve cualquier fuente de empoderamiento femenino como maligna” y “la conformidad de género a través de acusaciones contra las mujeres rebeldes”. Ayres interpretó la extraña vulnerabilidad de la Reina al final, cuando huye despavorida y no puede defenderse con medios mágicos, como acorde con el mensaje percibido en la película de cómo el único poder real de las mujeres procede únicamente de su aspecto juvenil: “sin ser la más bella, no tenía ningún poder propio y no había ningún caballero, príncipe, rey u otro varón que viniera a rescatarla”.
Jim Lentz, Director de Arte de Animación de la casa de subastas Heritage Auctions, dijo en 2015: “La Reina Malvada es, a día de hoy, una de las grandes villanas del cine, y estaba en su mejor momento de terror cuando se convirtió en la Bruja y se dispuso a destruir a Blancanieves”. Según el cineasta y actor Brad Bird, en 1937 “tuvieron que volver a tapizar las butacas de un cine muy grande de Nueva York porque los niños pequeños se orinaban en los asientos cuando salía la bruja en Blancanieves”. La Reina ocupó el décimo puesto en la lista de 2003 del American Film Institute de los 50 mejores villanos de películas de todos los tiempos, siendo el villano animado mejor clasificado.Cuando Walt Disney Parks and Resorts celebró su encuesta de popularidad de villanos Disney de 2011 para los premios Wicked Gooey Apple (‘Manzana maldita y pegajosa’ llamados así por la manzana envenenada de la Reina), la Reina Malvada quedó primera y ganó en tres de las cinco categorías: “Estilos siniestros” (para la villana más a la moda), “¡Maldiciones! Otra vez frustrado!” (para el villano que recibió el mejor castigo), y la última, “El más injusto de todos” (para el villano más malvado). El libro de Jeff Kurtti Disney Villains: The Top Secret Files de 2005, la considera “la mejor villana de todas”. La Reina Malvada también ha sido incluida a menudo en las listas de los mejores villanos por diversas publicaciones.

### Impacto cultural
Según Maria Tatar, académica especializada en literatura infantil, la película convirtió “a la reina malvada en una figura de apasionante energía narrativa y hace que Blancanieves [el personaje] sea tan aburrido que necesita un reparto de siete secundarios para animar sus escenas. En última instancia, es la presencia perturbadora, inquietante y divisiva de la madrastra lo que confiere a la película un grado de fascinación que ha facilitado su amplia difusión y le ha permitido arraigar con tanta fuerza en nuestra propia cultura”. Alan Charles Kors y Edward Peter reconocieron la influencia del personaje de la Reina en el cambio de la imagen visual popular de las brujas en el cine y otras ficciones como específicamente femeninas, más a menudo jóvenes y atractivas que viejas y feas, y ataviadas con un traje característico. Una parte de la inspiración de Maila Nurmi para su personaje de Vampira se debió a que Nurmi quedó fascinada por la Reina tras ver Blancanieves de Disney a los 14 años. Cuando fue elegida para interpretar a la Bruja Mala del Oeste en El mago de Oz (1939), Gale Sondergaard (que ya había sido una de las inspiraciones de Disney) insistió en interpretar a un personaje glamuroso, similar a la Reina de Blancanieves de Disney. Cuando los productores Mervyn LeRoy y Arthur Freed rechazaron la idea de Sondergaard y prefirieron que la Bruja Mala fuera fea, Nurmi se retiró del proyecto y Margaret Hamilton fue elegida en su lugar. Aun así, las similitudes entre las dos películas, incluidas las representaciones de sus respectivas brujas, eran tales que El mago de Oz llegó a anunciarse como “Blancanieves con actores en directo”.

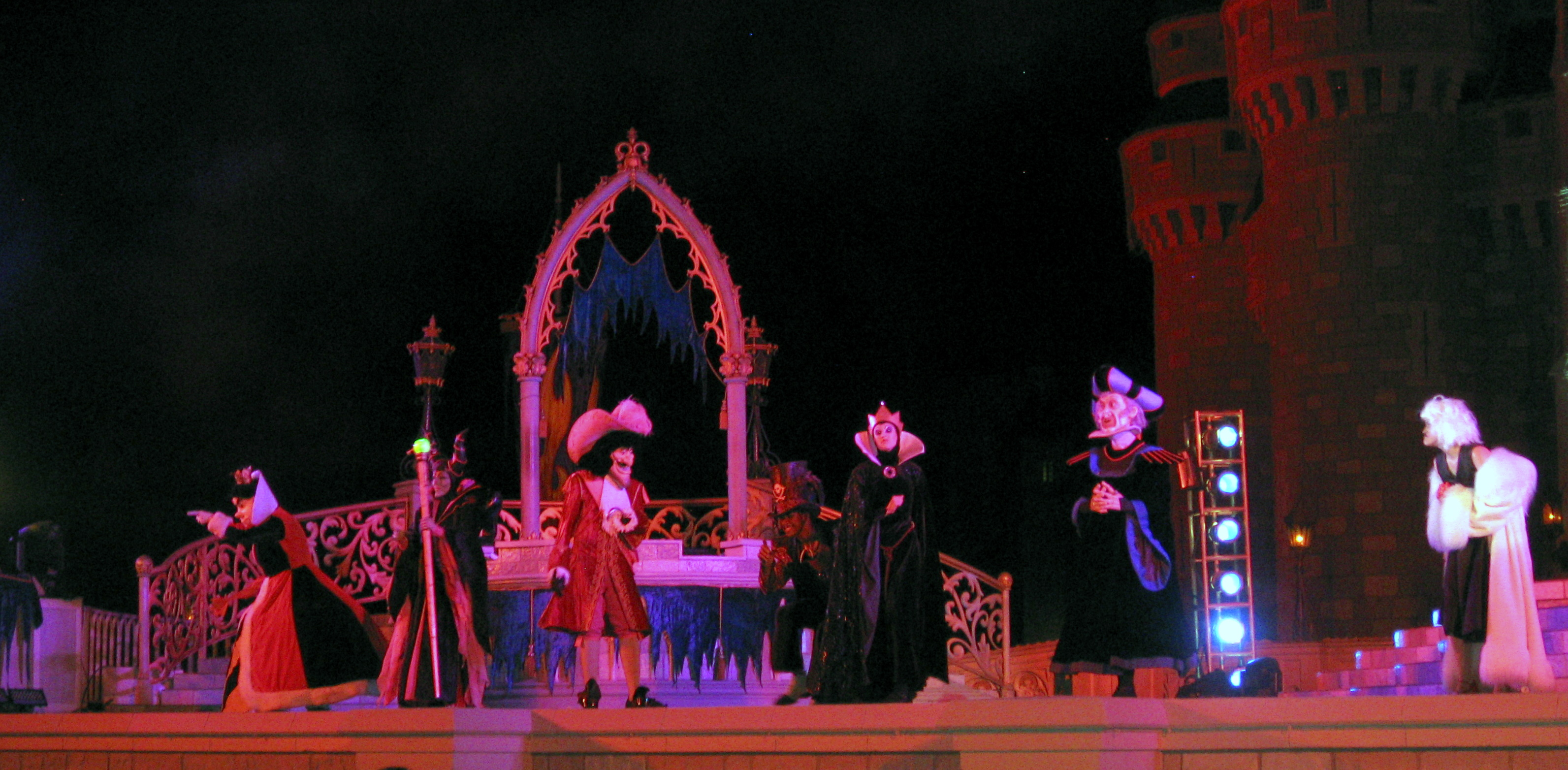
La Reina Malvada con varios otros villanos de Disney en Magic Kingdom en 2011.

Un blog oficial de Disney.com, Oh My Disney, declaró que la Reina Malvada ha sido “el villano original de Disney y realmente no estamos exagerando”. Según el periódico australiano The Daily Telegraph, el papel de La Verne como reina “fue acreditado como el modelo para los futuros villanos como Úrsula en La sirenita (1989) y Scar en El rey león (1994)”.  Maléfica de La bella durmiente heredó una serie de características de la Reina Malvada, incluyendo el capuchón, cuello alto, capa ondulante, cejas arqueadas, labios crueles y el familiar cuervo. Un concepto abandonado de Blancanieves era que la reina secuestrara al Príncipe y lo encerrara en su mazmorra; de manera similar, en  La bella durmiente, Maléfica secuestra al príncipe Philip.  Lady Bane, una malvada bruja vanidosa de Los osos Gummi de Disney, también tiene una similitud con la Reina Malvada en su disfraz y personaje. Cuatro brujas malvadas del este, oeste, norte y sur, que se asemejan a la bruja de Blancanieves de Disney, son también los villanos que Mickey tiene que matar para salvar Disneyland en el juego Mickey Mouse: The Computer Game de 1988. Los primeros nombres para la pareja de antagonistas que empuñan magia, los Glooms, en la serie de Disney XD Los 7E de 2014 (ambientada en un período de tiempo antes de que los siete enanitos conocieran a Blancanieves por primera vez) podrían haberse inspirado en el nombre alternativo del personaje de La Reina Malvada Grimhilde, con el torpe marido hechicero llamado Grim y la decidida esposa bruja llamada Hildy.
El diseño del personaje de la Reina de la película se utilizó en otras adaptaciones de Blancanieves, como por ejemplo para la reina en la película turca Pamuk Prenses ve Yedi Cüceler (1970). La reina Naga en los cómics eróticos italianos Biancaneve se basó al principio vagamente en la versión de Disney, como lo hizo el personaje de Blancanieves. Cuando la productora Filmation anunció su propia secuela animada del cuento de hadas, el estudio fue demandado por Disney hasta que Filmation prometió que sus personajes no se asemejarían a los de la película de Disney. El acuerdo específicamente declaró que no podía haber un personaje de bruja malvada apareciendo en la película, que en cambio fue hecho para presentar al hermano de la Reina en una vendetta para vengar su muerte, y el título fue cambiado de Snow White in the Land of Doom a Blancanieves y el castillo encantado.
La Reina también inspiró a los personajes principales en títulos no relacionados, como la reina madrastra en la película de animación rusa The Wild Swans (1962), la reina bruja en la película mexicana Caperucita y Pulgarcito contra los monstruos (1962), la diosa Venus en la versión anime de Unico, la reina Admira en la película estadounidense The Hugga Bunch (1985), y la reina de las brujas en el videojuego Curse of Enchantia (1992). La versión de Lady Macbeth en Macbeth (1948), deOrson Welles, se asemeja a la Reina en su traje, maquillaje e incluso la forma de su muerte; Lady Macbeth también estaba basada visualmente en la reina en una adaptación de 1982. La malvada reina Bavmorda de la película de 1988 Willow en la tierra del encanto tiene tal parecido que el editor de la revista Cinefantastique, Frederick S. Clarke, la describió como “simplemente la Reina Malvada de Blancanieves, hasta su disfraz encapuchado”. Robin Wood ha hecho una conexión entre los atuendos de la bruja y del emperador en la franquicia de La guerra de las galaxias (que finalmente se convirtió en propiedad de Disney también). Según el diseñador de videojuegos Steve Brown, la forma de bruja anciana de la Reina sirvió como inspiración para el personaje principal Reina Bruja en su juego de 1985 Cauldron. Brigitte Nielsen dijo que basó su papel como la Bruja Negra (que también secuestra a un príncipe por celos para una princesa) en la película italiana de 1992, Fantaghirò 2, sobre Grimilde (el nombre de la Reina en los cómics italianos).
El castillo de la Reina ha sido utilizado prominentemente en la publicidad de la película (actuando como telón de fondo del póster de la película). Los cuentos de hadas posteriores de Disney, incluyendo Cenicienta, La bella durmiente, La sirenita, La bella y la bestia y Aladdín, presentan castillos y palacios igualmente fantásticos, y a menudo estos edificios actúan como centros o fondos para los carteles de las películas. Un castillo de cuento de hadas se encuentra en el centro de cada parque temático de Disney, y la imagen del castillo se utiliza en el logotipo para Buena Vista International.

### Homenajes, cameos y parodias
El personaje también ha hecho varios cameos y apariciones de homenaje en medios no pertenecientes a Disney. En el programa de radio de 1945 This Is My Best, la Reina pronunció una maldición tan terrible que el Espejo Mágico se rompió en mil pedazos y donde antes estaba la reina no quedó más que un montón de cenizas del que salían arañas negras que se escabullían en la noche. En la película de acción en vivo de Woody Allen, Dos extraños amantes (1977), Alvy menciona que cuando vio Blancanieves de Disney, se sintió atraído por la Reina mientras todos los otros niños estaban enamorados de Blancanieves. Esto es seguido por una secuencia animada de la Reina Malvada, que se asemeja a Annie y narrada por Diane Keaton, hablando con la versión de dibujos animados del sueño Alvy, pero resulta que incluso la Reina lo regaña; Alvy lo atribuye a que ella tiene la menstruación, a lo cual la Reina le recuerda que ella es solo un personaje de dibujos animados.
**La Reina fue mencionada cuando apareció como una villana en un número de la serie de cómics italiana de terror Dylan Dog en 1988. En el episodio de Los Simpson “Cuatro grandes mujeres y manicures” (2009), la reina escapa de los enanos después de envenenar a Blancanieves, solo para ser linchada por una turba de criaturas del bosque enojadas. En el cortometraje Bienvenidos al Club (2022), la Reina aparece en su forma de bruja junto con otros villanos de Disney. También aparece en los siguientes cortometrajes Que la fuerza materna te acompañe y The Most Wonderful Time of the Year (ambos 2024). En el episodio de dos partes de la caricatura U.S. Acres “Snow Wade and the 77 Dwarfs”, Lanolin aparece como la Reina Malvada con un traje se basa en la versión de Disney. En el episodio de Padre de familia 2009 “Rumbo al multiverso”, Herbert aparece como la Reina disfrazada. El personaje de Muppets Ahora, Miss Piggy, es la Reina en la miniserie cómica Muppet Snow White (2010). Cassie Scerbo interpretó a la Reina Malvada en el vídeo musical de parodia de YouTube de 2013, “Cell Block Tango”. La Reina también aparece en Counting Scars, el vídeo musical parodia de Halloween 2014 de Oh My Disney sobre “Counting Stars” de OneRepublic. Kimberly Cole interpretó a la Reina Malvada en el vídeo musical de Todrick Hall, Snow White and the Seven Thugs. Un clip de la Reina como la Bruja aparece en los créditos de la serie de televisión del Universo cinematográfico Marvel 2024 Agatha en todas partes, también Jennifer Jen Kale (interpretada por Sasheer Zamata) fue vestida como la Bruja en el cuarto juicio de brujas en el episodio siete “Con la muerte andar”.